# Sybra anulata
Sybra anulata là một loài bọ cánh cứng trong họ Cerambycidae.